# Мартинес, Кристиан (футболист, 1994)
Кристиан Алонсо Мартинес Мена (исп. Christian Alonso Martínez Mena; 19 апреля 1994, Либерия, Коста-Рика) — сальвадорский и коста-риканский футболист, полузащитник клуба «Сан-Карлос» и сборной Сальвадора.

## Клубная карьера
Мартинес — воспитанник клуба «Мунисипаль Либерия». Дебютировал во взрослой команде 12 августа 2012 года в матче второго дивизиона против «Картахены». В зимнем чемпионате 2015 года дебютировал в высшем дивизионе и сыграл в сезоне 18 матчей. В матче против клуба «Универсидад де Коста-Рика» 1 августа Кристиан забил свой первый гол в коста-риканской Примере.
В январе 2016 года Мартинес перешёл в ряды гранда коста-риканского футбола клуб «Саприсса». Дебютировал за свой новый клуб 27 января в матче против клуба «Кармелита».
14 января 2019 года Мартинес отправился в аренду в клуб «Сан-Карлос» на шесть месяцев. После завершения клаусуры 2019 перешёл в «Сан-Карлос» на постоянной основе.

## Сборная
В 2015 году в составе сборной Коста-Рики до 22 лет Мартинес принял участие в международном фестивале в Тулоне. Играл в матчах против сборных Нидерландов, США, Франции и Катара.
В том же году Мартинес в составе олимпийской сборной Коста-Рики участвовал в отборочном чемпионате зоны КОНКАКАФ на футбольный турнир Олимпийских игр 2016 года. В квалификации сыграл три матча — против Мексики, Гондураса и Гаити.
15 декабря 2015 года Мартинес находился в заявке сборной Коста-Рики в товарищеском матче против сборной Никарагуа, однако остался незадействованным. Дебютировал за сборную Коста-Рики 27 марта 2021 года в товарищеском матче со сборной Боснии и Герцеговины.
Отец Мартинеса — сальвадорец, что дало ему возможность выступать за сборную Сальвадора. Получив от ФИФА разрешение на смену футбольного гражданства, за сборную Сальвадора он дебютировал 24 сентября 2021 года в товарищеском матче со сборной Гватемалы.

## Достижения
Командные
 «Саприсса»
- Чемпион Коста-Рики: зима 2016, клаусура 2018

 «Сан-Карлос»
- Чемпион Коста-Рики: клаусура 2019